# Escherbergtunnel
Der Escherbergtunnel ist ein 3687 m langer Eisenbahntunnel der Schnellfahrstrecke Hannover–Würzburg. Das nördliche Tunnelportal befindet sich bei Streckenkilometer 29,5 (52° 8′ 11″ N, 9° 52′ 6,7″ O), das südliche Portal bei km 33,2 (52° 6′ 15,6″ N, 9° 52′ 49″ O). Er durchquert den Hildesheimer Wald östlich des Gipfels vom namensgebenden Escherberg (257 m) und ist der nördlichste Tunnel der Strecke.
Durch die Röhre verkehren planmäßig Fernverkehrszüge und (nachts) Güterzüge. In unmittelbarer Nähe des Nordportals fädelt die Hildesheimer Schleife in das Gegengleis der Schnellfahrstrecke ein. Auf der folgenden Weichenverbindung innerhalb des Tunnels hinter dem Nordportal wechseln die aus Berlin/Hildesheim kommenden Züge vom Gegen- in das Regelgleis.

## Verlauf
Der Tunnel verläuft in südlicher Richtung. Er führt die Schnellfahrstrecke aus dem nördlichen Vorland des Hildesheimer Waldes in das Beustertal.
Die Gradiente steigt Richtung Süden auf der ganzen Länge des Tunnels mit 12,482 Promille an. Die Trasse verläuft im Tunnel weitgehend gerade und geht im Bereich des Südportals (Richtung Göttingen) in einen leichten Linksbogen über. Das Nordportal liegt auf einer Höhe von 119 m ü. NN, das Südportal auf 179 m ü. NN. Die maximale Überdeckung liegt bei 95 m.
Im Norden durchfährt der Tunnel Schichten des Unteren und Mittleren Buntsandsteins, südlich wird in Formationen des Tertiär und des Quartär nahezu die gesamte Schichtenfolge des Buntsandsteins durchfahren.
Dem Nordportal am Halsberg ist ein Einschnitt vorgelagert. Südlich schließt sich ein rund 250 m langer Einschnitt an, der im Beustertal endet und anschließend in einen rund 800 m langen Damm übergeht, auf den ein 500 m langer weiterer Einschnitt folgt. Auf diesen folgt wiederum der Eichenbergtunnel. Zwischen den Tunneln liegt die Überleitstelle Diekholzen.
Der Tunnel verfügt über keine Notausgänge. Die maximale Fluchtweglänge liegt damit bei 1844 m.

## Geschichte

### Planung
Die heutige Linienführung zwischen Hannover und Kassel wurde 1976 beschlossen (so genannte Variante III). In den Jahren 1976 und 1977 war dabei zeitweise eine Variante IV diskutiert worden, nachdem Geologen die Durchführbarkeit der Variante III im Hildesheimer Wald in Frage gestellt hatten. Diese Variante IV wäre bei Sarstedt von der heutigen Trasse in westlicher Richtung abschwenkt und hätte den Hildesheimer Wald parallel zur heutigen Strecke in einem etwa vier Kilometer langen Tunnel zwischen Nordstemmen im Norden und Eddinghausen im Süden umfahren, um sich anschließend der realisierten Strecke anzunähern und diese nördlich von Sibbesse zu erreichen. Nachdem Erkundungsbohrungen 1976 und 1977 die Durchführbarkeit der Variante III bestätigt hatten, wurde diese Variante 1977 von der Bundesbahn in die Raumplanung eingebracht.
Die von der Deutschen Bundesbahn aus bahntechnischen Erwägungen letztlich favorisierte Trasse III B wurde von Kritikern vielfach kritisiert. Die Trasse zerschneide die durch die Gebietsreform zusammengelegten Großgemeinden, benötige drei Tunnel im Hildesheimer Wald, zerstöre landwirtschaftliche Flächen und bringe den am härtesten bedrohten Gemeinden keinerlei Nutzen. Mehrere Gruppen, die sich zu Bürgerinitiativen zusammenschlossen, setzen sich gegen diese Linienführung ein.
Da die Kuppe des Hildesheimer Waldes nicht untertunnelt werden konnte, ergab sich der heutige Tunnel mit einem Anstieg in Höhe von 12,5 Promille, der maximalen Neigung der Strecke.
Die Röhre gehörte auf voller Länge zum Planfeststellungsabschnitt 1.4 (Streckenkilometer 30,025 aufwärts).
Ende 1982 war das Bauwerk mit einer Länge von 2906 m geplant. Neben der Einfädelung der Hildesheimer Schleife sollten auch die beiden südlich daran anschließenden Weichenpaare des Streckengleiswechsels (vier Weichen) in einem bis Streckenkilometer 30,0 reichenden und bis zu 27 m tiefen Einschnitt liegen. Das Nordportal des Tunnels sollte dabei beim Kilometer 30,3 liegen.
Auch 1984 war noch eine Länge von 2906 m vorgesehen. Der heute bereits bei Kilometer 29,5 beginnende Tunnel nimmt dabei unter anderem auch zwei Weichen der Abzweigstelle Sorsum auf.

### Bau
Die nördlichen 105 m des Tunnels wurden in offener Bauweise hergestellt. In Richtung Süden folgte auf einen 253 m langen in bergmännischer Bauweise hergestellten Abschnitt ein weiterer Teil von 561 m in offener Bauweise. Der anschließende Hauptteil des Tunnels (2618 m) schließt sich in südlicher Richtung daran an.
Der Vortrieb begann in südlicher Richtung im April 1985 aus einer Startbaugrube bei Kilometer 30,4. Zunächst wurden zwei der Kalotte vorauseilende Ulmenstollen angelegt. Dieses aufwendige Bauverfahren war dem entfestigten und aufgelockerten Gebirge geschuldet, das nur kleine Teilausbrüche erlaubte. Die Kalotte folgte in einem Abstand von rund 30 m nach.
Im Mai 1986 begann ein fallender Vortrieb von Süden. Auch in diesem Bereich mussten teilweise zwei Ulmenstollen vorgetrieben werden. Die Tunnelinnenschale ist 35 bis 40 cm dick, im Bereich der offenen Bauweise werden bis zu einem Meter erreicht. Der Tunnel wurde am 31. Juli 1987 durchgeschlagen.
Die Ausbruchsarbeiten wurden im Oktober 1987 abgeschlossen. Die Bauarbeiten sollten (Stand: Januar 1987) 1988 enden. Die Bausumme war mit 140 Mio. D-Mark (ca. 72 Mio. Euro) veranschlagt. Insgesamt wurden rund 450.000 m³ Material ausgebrochen, für die Voreinschnitte wurden weitere 330.000 m³ ausgehoben. Darüber hinaus wurden 102.000 m³ Beton und 5600 t Stahl verbaut.

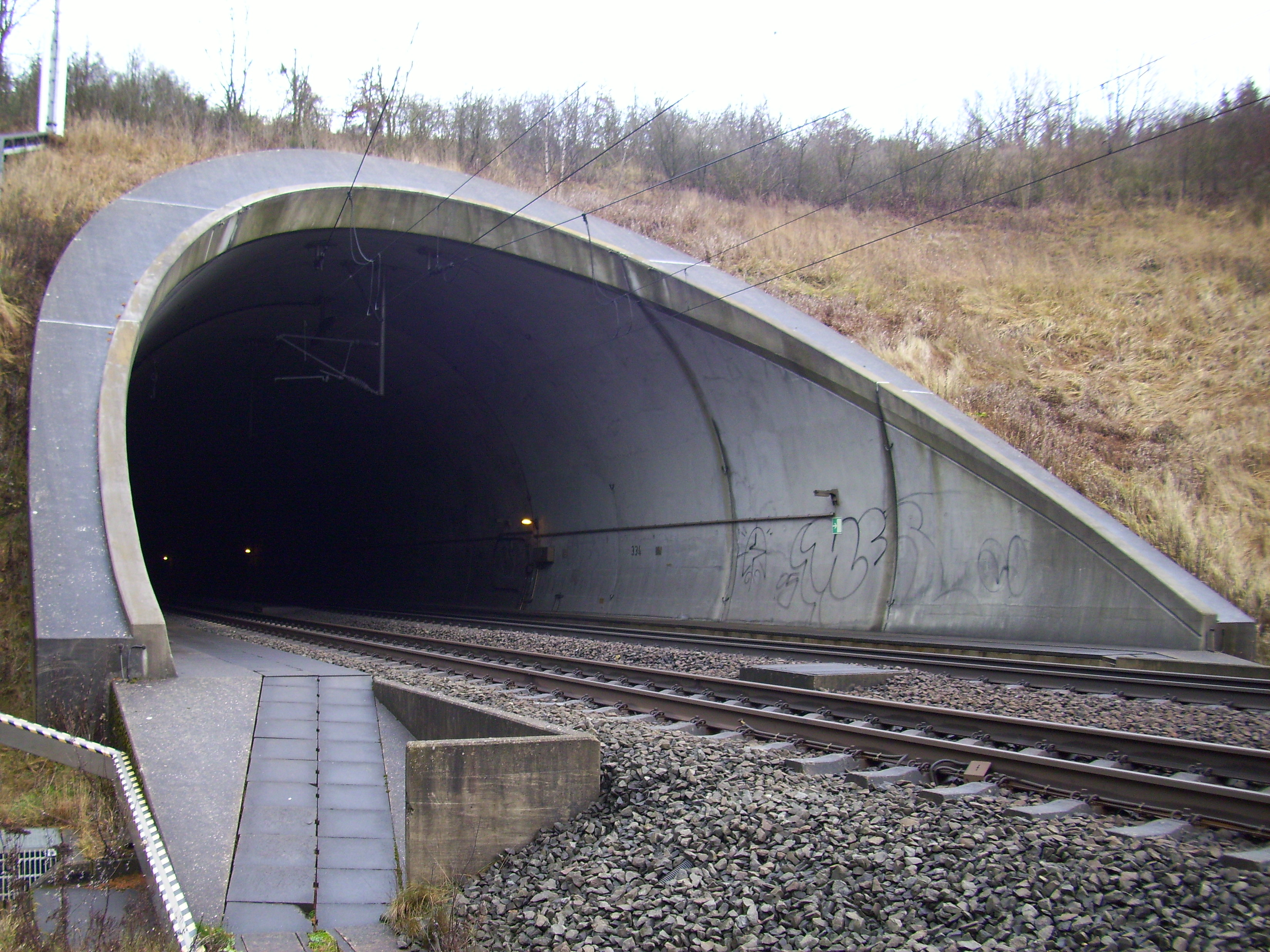
Südportal des Escherbergtunnels im Winter
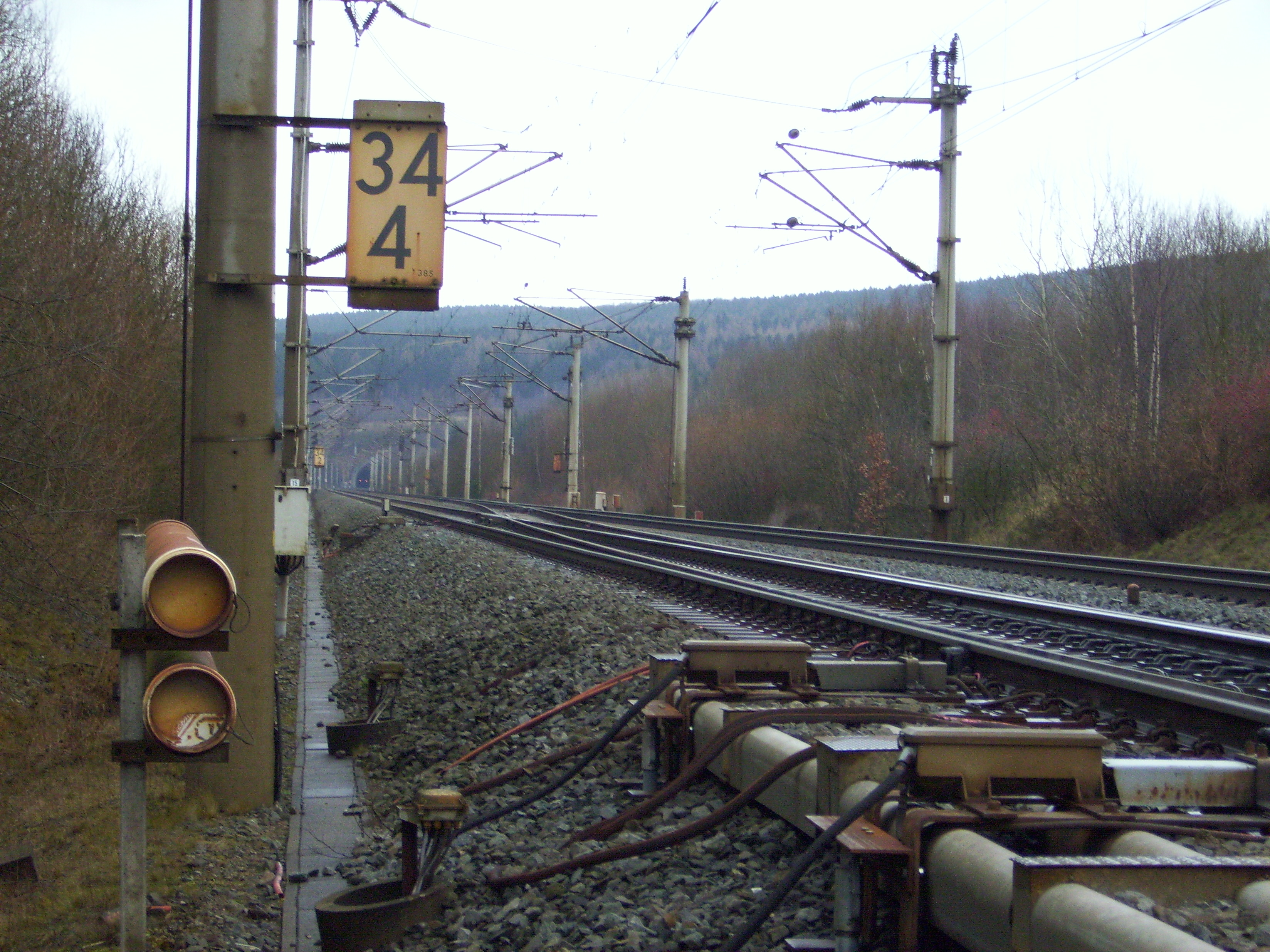
Südportal des Escherbergtunnels von der Üst Diekholzen aus gesehen